# Dawkinsia filamentosa
Dawkinsia Filamentosa е вид сладководна риба от семейство Шаранови. Видът се среща най-често по крайбрежията в близост до югозападните индийски щатове Керала, Тамил Наду и Карнатака. Обитава води с рН 6-7 и температурата около 20-24 °C.

## Описание
В основата на опашката си имат черно петно. На дължина могат да достигат до максимум 15 cm. Мъжките екземпляри са по-големи от женските.